# Марін Сергій Олександрович
Сергій Олександрович Марін (рос. Сергей Александрович Марин; нар. 9 грудня 1987, Дубровки, Спаський район, Пензенська область, СРСР) — російський актор театру і кіно.

## Життєпис
Сергій народився у селі Дубровки Пензенської області. Після закінчення школи вступив до Пензенського училища культури і мистецтв, де провчився два роки, після чого вступив у Всеросійський державний інститут кінематографії.
Після третього туру Сергія Марина зарахували на бюджетне відділення акторського факультету. Його керівником став артист Ігор Ясулович. У 2010 році актор отримав диплом престижного вузу.
Сергій Марін дебютував у кіно відразу після закінчення ВДІКу.

## Особисте життя
Сергій Марін вже давно живе разом з дівчиною на ім'я Тетяна. Родом вона з рідного села Сергія.

## Театральні роботи
- «Іванов» — Іванов
- «Розмазня» — генерал Пушінг
- «Ревізор» — Ляпкін-Тяпкін
- «Злочин і покарання» — Раскольніков
- «Лев Гурич Сініцин» — граф Зефіров

## Фільмографія
- 2023 — «Цербер»
- 2023 — «Царське щеплення»
- 2022 — «Грім. Важке дитинство»
- 2019 — «Балканський рубіж»
- 2017 — «Бідна дівчинка» (не було завершено)
- 2017 — «Перехрестя долі» (у виробництві) — Грач
- 2016 — «Анна-детектив» — Буссе
- 2016 — «Катерина. Зліт» — граф Григорій Григорович Орлов
- 2016 — «Любити не можна ненавидіти» — Володимир Іванович Горностай, нейрохірург
- 2016 — «Софія» — Андрій Великий, удільний князь Углицький, брат Івана III
- 2016 — «Проста історія» — В'ячеслав Воробйов, головна роль
- 2016 — «Готель останньої надії» — Макс, капітан поліції
- 2016 — «Сережка Казанови» — Діма, брат Марти
- 2015 — «Минуле вміє чекати» — Андрій, шанувальник Поліни
- 2014 — «Косатка» — Кирило Черепанов «Шерлок», капітан, оперуповноважений
- 2014 — «Півцарства за кохання» — Микола Бобров, головна роль
- 2014 — «Чиста вода біля витоку» — Сергій Кастальский, журналіст
- 2014 — «Я більше не боюся» — Кирило, футбольний тренер
- 2014 — «Щасливий шанс» — Толя Самойлов, головна роль
- 2013 — «Зцілення» — Олексій Цибін, головна роль
- 2013 — «Нове життя» — Діма
- 2013 — «Тариф на минуле» — Віталій Шестаков, головна роль
- 2013 — «Подаруй мені трохи тепла» — Вовка Петряєв, головна роль
- 2013 — «Дельта» — Олексій Ващенко, майор
- 2012 — «Без терміну давності» — Роман Корольов, головна роль
- 2012 — «Снайпери: Любов під прицілом» — Микола Телятник, старший лейтенант, командир загону розвідників
- 2012 — «Військовий шпиталь» — епізод
- 2012 — «Мосгаз» — епізод
- 2011 — «Катерина 3: Сім'я» — Іґнацій Завацький
- 2011 — «Життя і пригоди Мішки Япончика» — Осип Тор
- 2010 — «Байкер» — Флейм
- 2010 — «Кадри із життя молодого аспіранта» — Коля